# Stoner rock
Stoner rock sau stoner metal, este un subgen muzical care combină elemente de heavy metal tradițional, rock psihedelic, blues rock, acid rock, și doom metal. Stoner rock are un tempo încet-spre-mediu și îmbină sunet bass-heavy, vocal melodic, și producție "retro". Genul a apărut la începutul anilor 1990 și a fost pionerat în primul rând de trupele Californiene Kyuss și Sleep.